# Spilosoma vialis
Spilosoma vialis là một loài bướm đêm thuộc phân họ Arctiinae, họ Erebidae.